# Carl Oskar Modig
Carl Oskar Modig, född 23 juni 1811 i Västra Tollstads församling, Östergötlands län, död 22 februari 1872 i Vadstena församling, Östergötlands län, var en svensk häradshövding.

## Biografi
Modig föddes 1811 i Västra Tollstads församling. Han var son till överjägmästaren Johannes Modig. Modig blev 1830 student vid Lunds universitet, samma år vid Uppsala universitet, dä han avlade hovrättsexamen 1835. Han blev vice häradshövding 1841 och var från 1845 kanslist i styrelsen över Allmänna Väg- och Vattenbyggnadnämnde, tog avsked 1851. År 1947 var han kopist i justitierevisionsexpeditionen och blev 1855 häradshövding i Aska, Dals och Bobergs domsaga. Modig var godsägare i Vadstena och avled 1872 i Vadstena församling.

### Familj
Modig gifte sig 25 september 1860 på Vik i Värmdö församling med Eva Maria Charlotta Bruncrona. Hon var dotter till översten Olof Abraham Bruncrona och Christina Charlotta Lagerheim.